# Pellionia eberhardtii
Pellionia eberhardtii är en nässelväxtart som beskrevs av François Gagnepain. Pellionia eberhardtii ingår i släktet Pellionia och familjen nässelväxter. Inga underarter finns listade i Catalogue of Life.